# Mamadou Salla
Mamadou Salla – senegalski piłkarz grający na pozycji bramkarza. W swojej karierze rozegrał 1 mecz w reprezentacji Senegalu.

## Kariera klubowa
W swojej karierze piłkarskiej Salla grał w klubie ASC Jeanne d’Arc.

## Kariera reprezentacyjna
W reprezentacji Senegalu Salla zadebiutował 4 sierpnia 1987 w przegranym 0:2 meczu Igrzysk Afrykańskich 1987 z Malawi, rozegranym w Kasarani i był to jego jedyny mecz w kadrze narodowej. W 1992 roku powołano go do kadry na Puchar Narodów Afryki 1992. Na tym turnieju nie wystąpił ani razu.